# Aleksander Ivanovič Smirnov
Aleksander Ivanovič Smirnov (rusko Александр Иванович Смирнов), ruski častnik, vojaški pilot, letalski as in heroj Ruske federacije, * 23. februar 1920, vas Malejevo, Kaluška oblast, Rusija.
Smirnov je v svoji vojaški službi dosegel 16 samostojnih in 14 skupnih zračnih zmag.

## Življenjepis
Med sovjetsko-japonsko mejno vojno leta 1939 je bil pripadnik 22. lovskega letalskega polka, kjer je dosegel 6 samostojnih in 3 skupne zračne zmage.
Med vojno je opravil 96 bojnih poletov in bil udeležen v 26 zračnih bojih.
V drugi svetovni vojni je bil pripadnik 25. lovskega letalskega polka in 126. lovskega letalskega polka zračne obrambe; dosegel je 10 samostojnih in 11 skupnih zračnih zmag.
V svoji karieri je opravil 426 bojnih poletov in bil udeležen v 107 zračnih bojih. Letel je z I-16, MiG-3, P-40 Tomahawk in La-5.